# راجندرانگر
راجندرانگر
شهر راجندرانگر (به انگلیسی: Rajendranagar) با جمعیت ۲۱۰٫۴۷۶ نفر در ایالت آندرا پرادش در کشور هند واقع شده‌است.